# Baía do Varadouro
A baía do Varadouro é uma baía localizada na freguesia do Capelo, concelho da Horta, ilha do Faial, Açores.
Esta baía que se localiza entre a ponta do Varadouro e a ponta de Castelo Branco tem na sua área de abrangência a Zona Especial de Conservação da Ponta do Varadouro (Faial).